# Sierra Swan

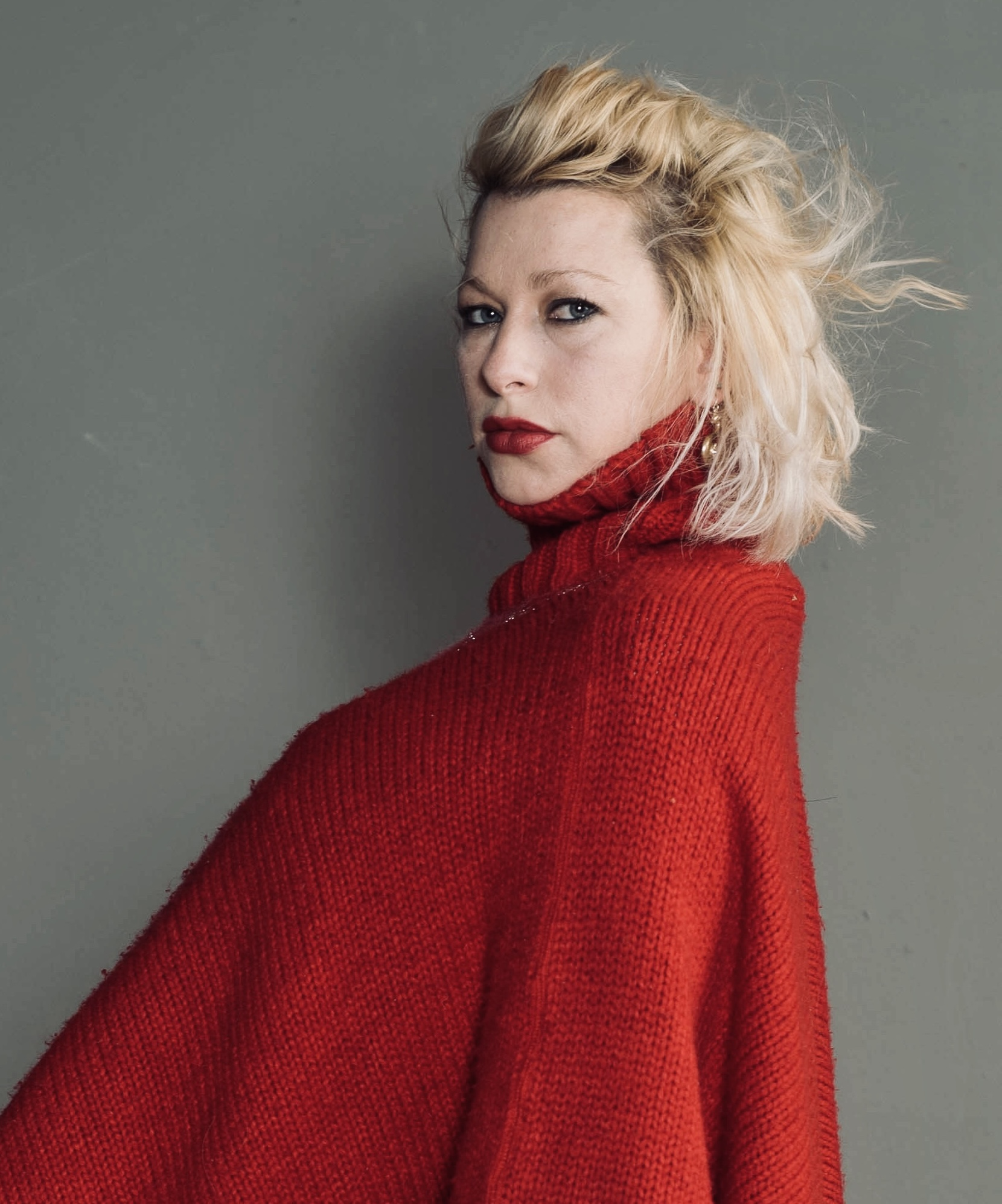
Sierra Swan

Sierra Marie Swan (* 5. April 1978 in Van Nuys, Kalifornien) ist eine US-amerikanische Sängerin und Songschreiberin.

## Leben
Sierra Swan ist eine Tochter des Gitarristen Billy Swan. Ihre Schwester Planet ist ebenfalls Musikerin. Von 1997 bis 1998 war Sierra Swan Mitglied des Alternative-Duos Dollshead. 1998 veröffentlichte das Duo sein einziges Album Frozen Charlotte. Nach der Trennung der Band veröffentlichte Swan 2006 ihr erstes Soloalbum Ladyland, das unter anderem von Linda Perry produziert wurde. 2009 produzierte sie gemeinsam mit Dan Burns Girl Who Cried Wolf. The Sun Sessions (2011) beinhaltet Coverversionen von Songs der 1960er Jahre und wurde mit ihrem Vater produziert.

## Diskografie

### Alben
- 2006 – Ladyland, Interscope/Custard (23. Mai 2006)
- 2007 – Coward (EP), Swan World Records (12. Mai 2007)
- 2008 – Queen Of The Valley
- 2009 – Girl Who Cried Wolf (Okt 2009)
- 2011 – The Sun Sessions (August 2011)
- 2014 – Good Soldier
- 2021 – Tangerines (EP)

### Singles
- 2006 – It’s a Merry Time
- 2012 – What Is This This Thing Called Love (Originalversion von Cole Porter)